# 圣凯撒略堂

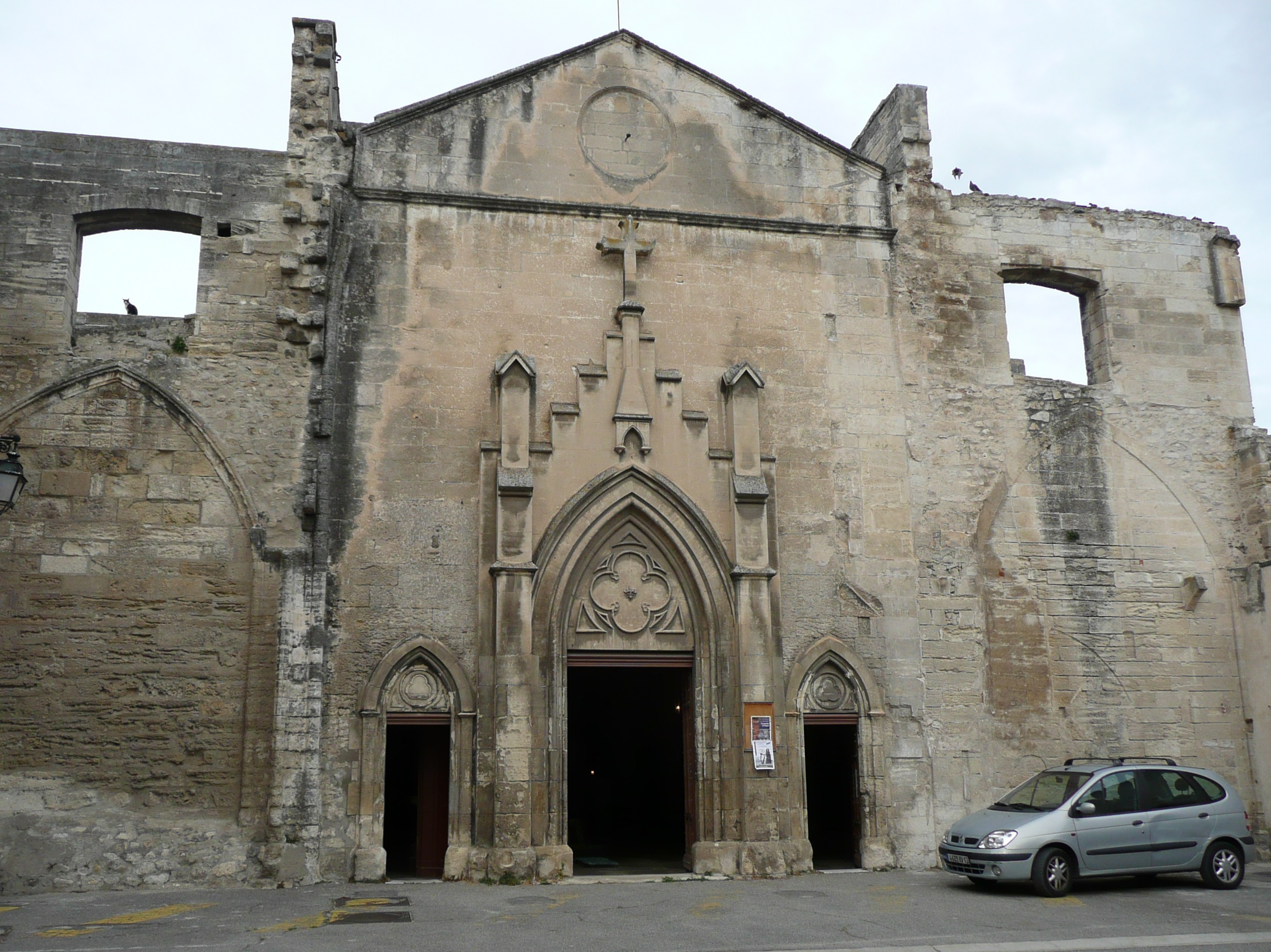

圣凯撒略堂（Église Saint Césaire d'Arles）是法国普罗旺斯-阿尔卑斯-蓝色海岸大区罗讷河口省阿尔勒拉罗盖特区目前唯一的天主教堂，哥特式风格，该堂原属奥斯定会修道院，建于1450年，法国大革命期间被没收并出售，之后赎回。2014年3月19日被列为历史古迹。
教堂的两侧有若干小堂，包括圣若瑟小堂、圣德肋撒德小堂、圣心小堂、圣伯多禄小堂、圣母小堂、圣安多尼小堂、圣亚纳小堂、炼灵小堂等。

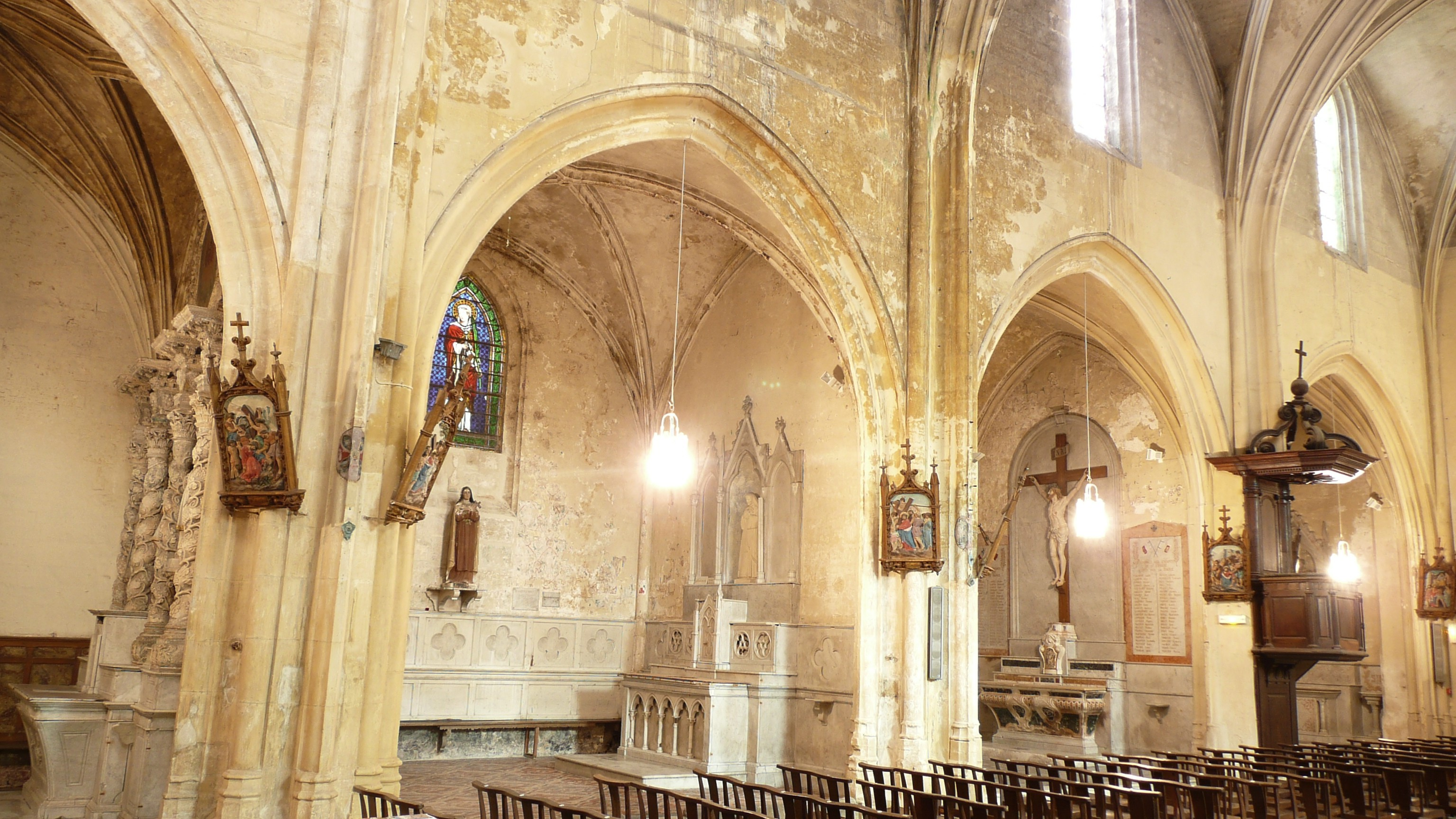
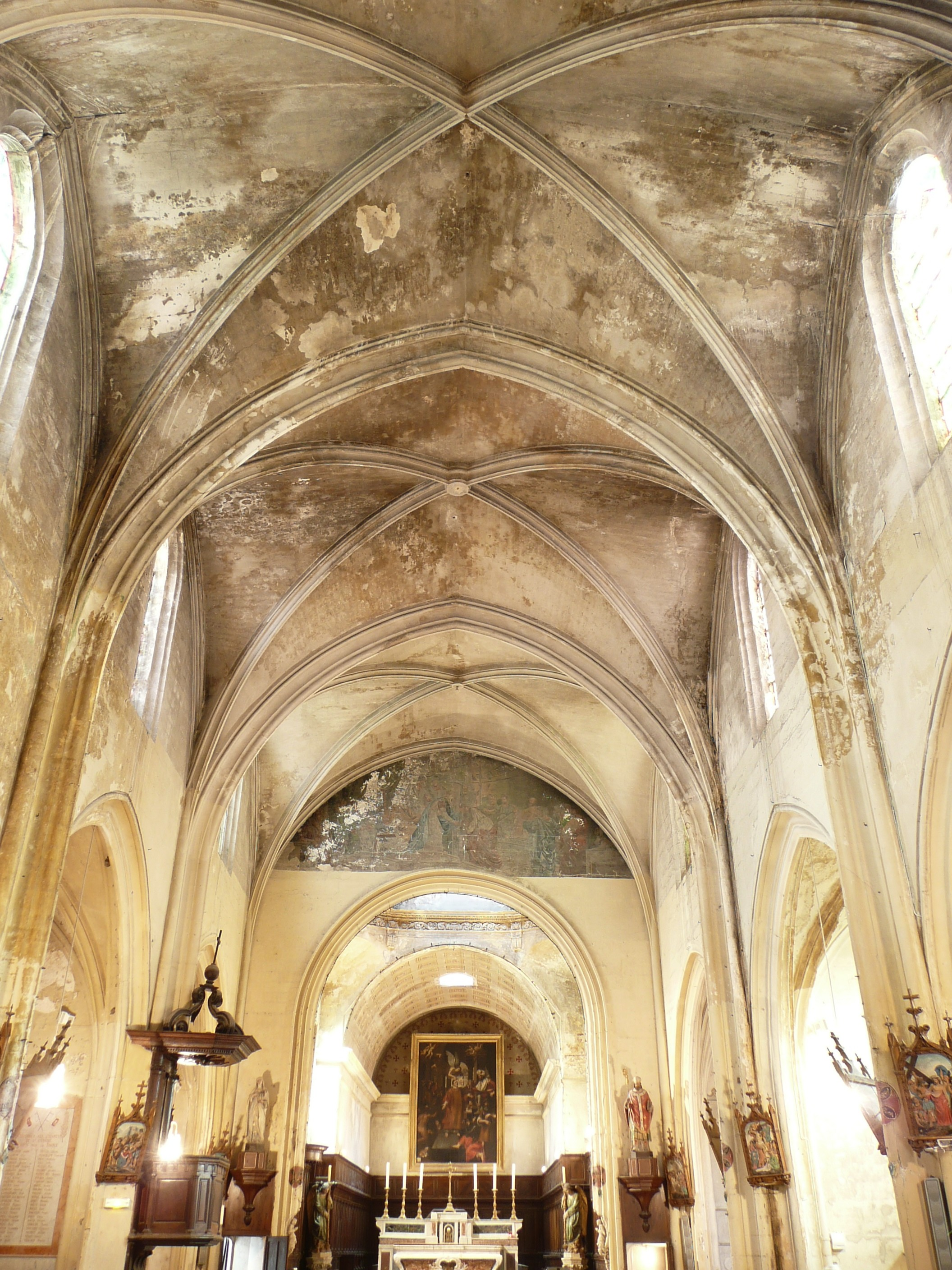
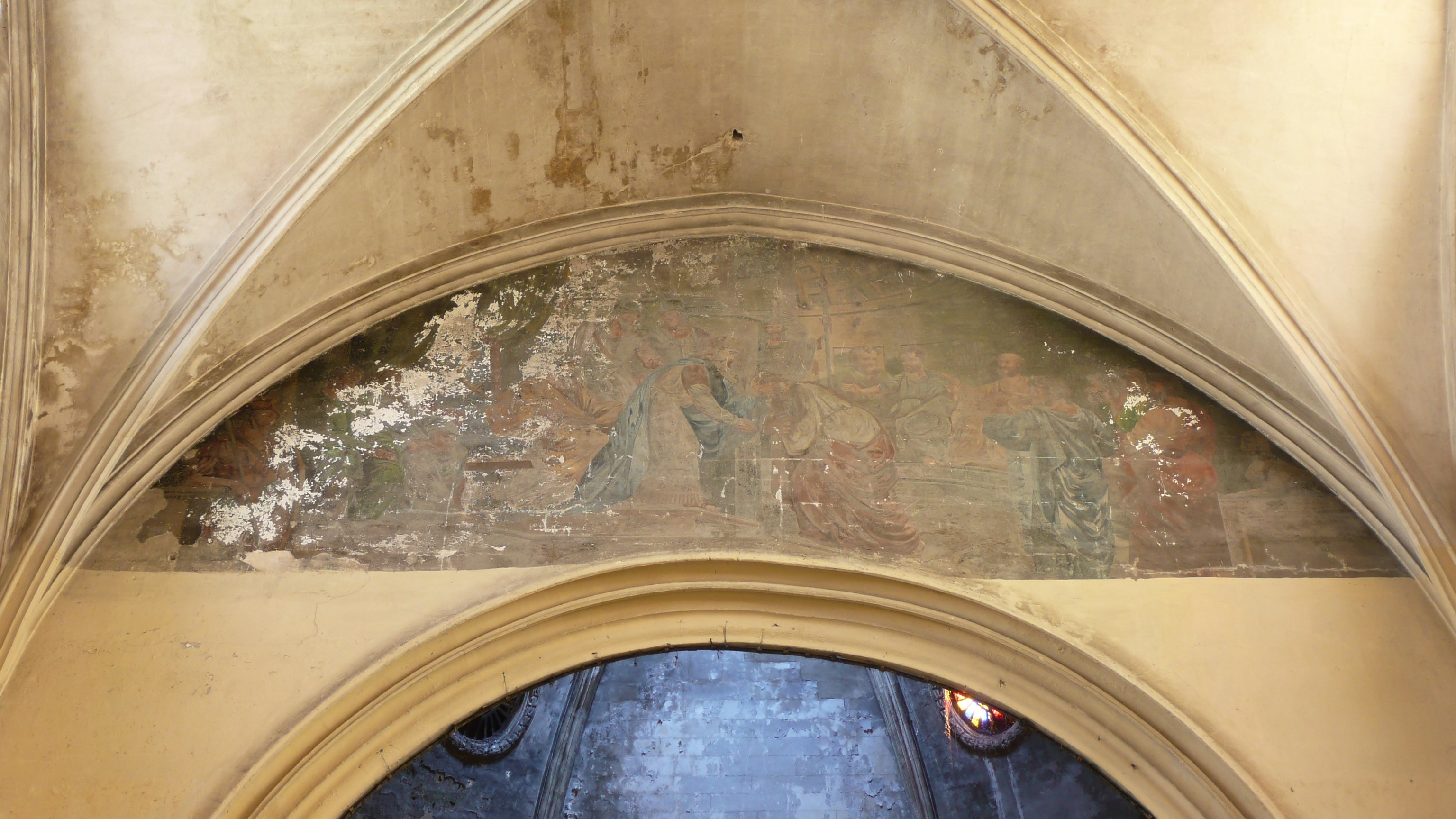
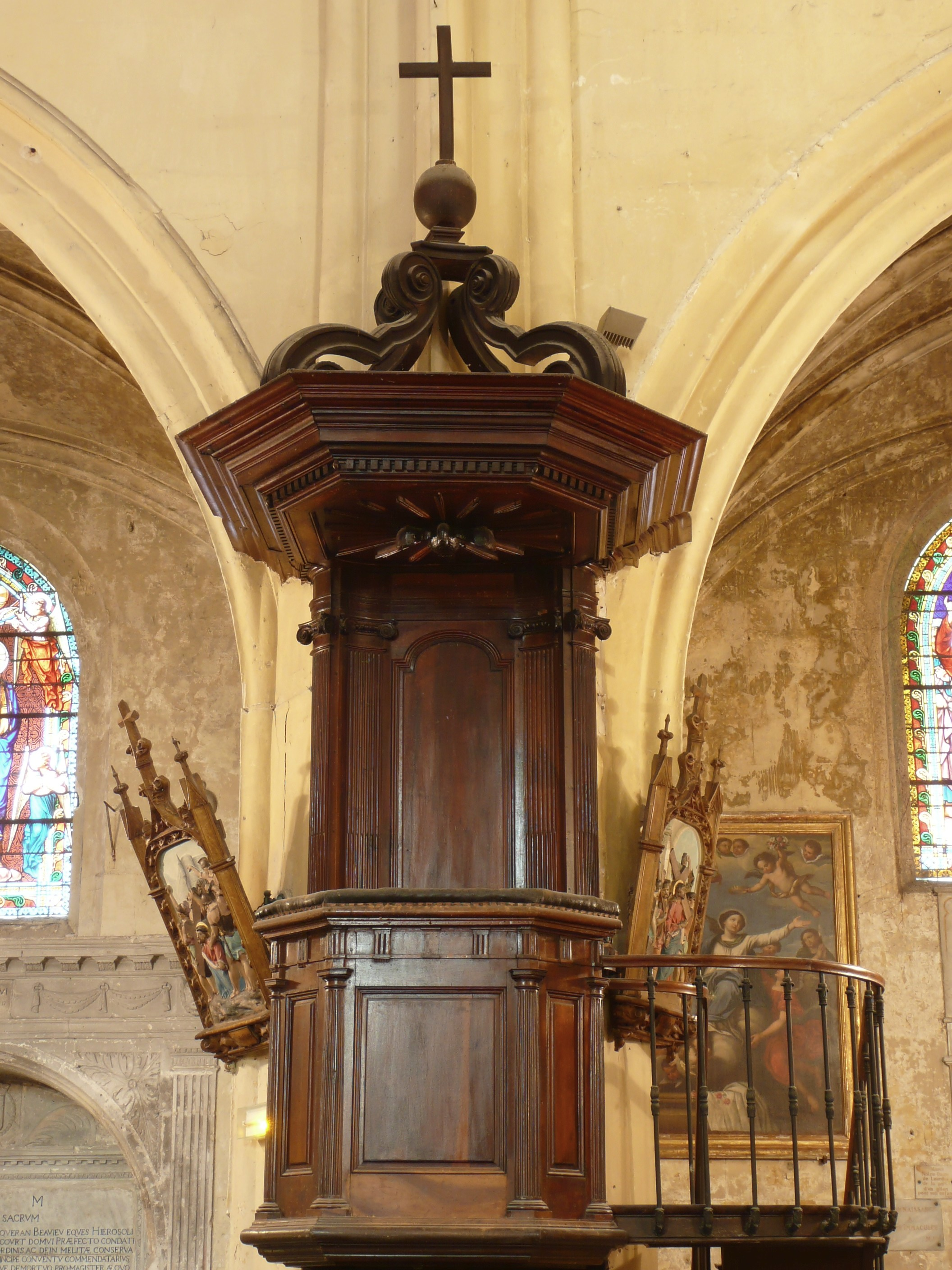
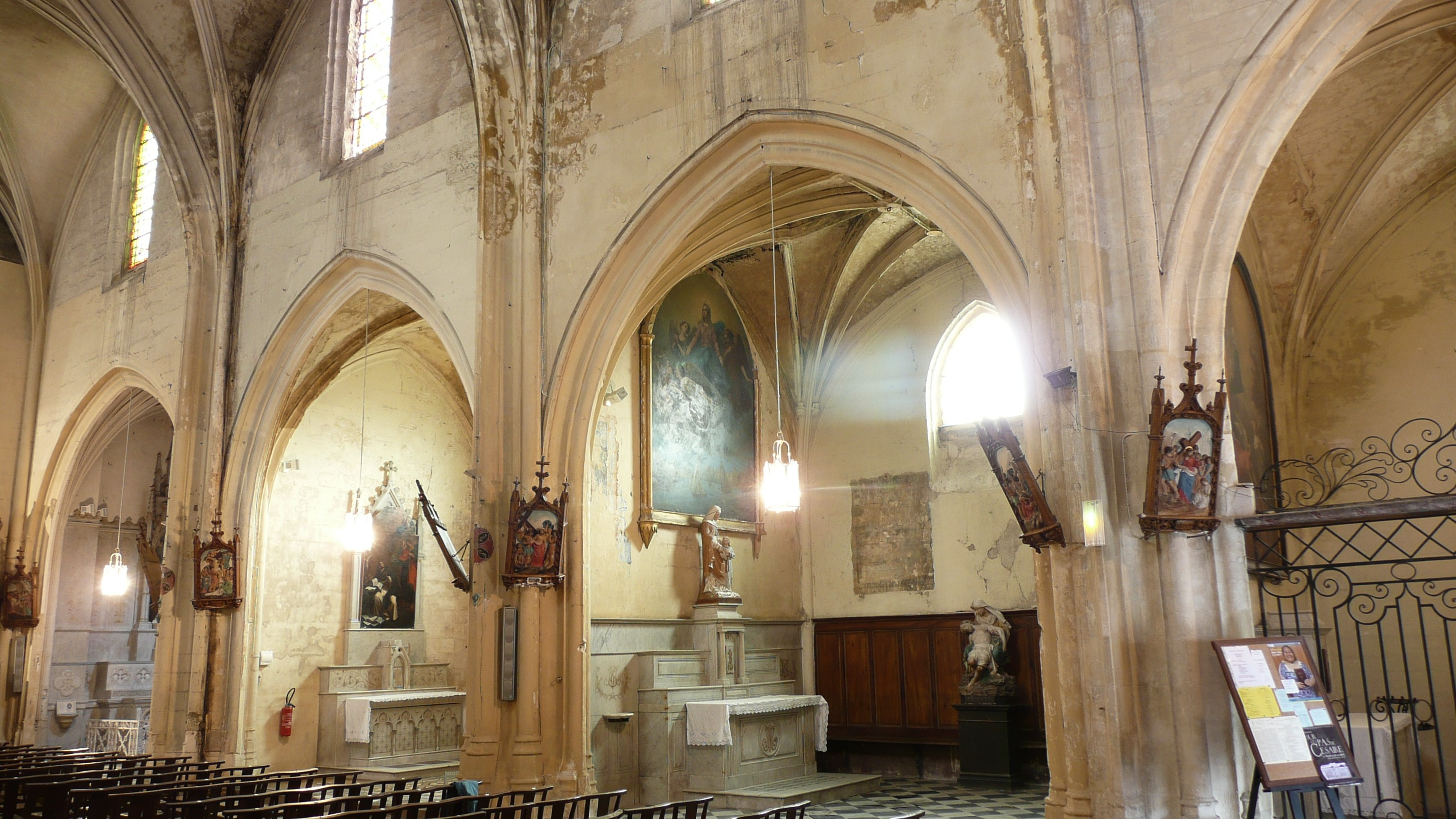
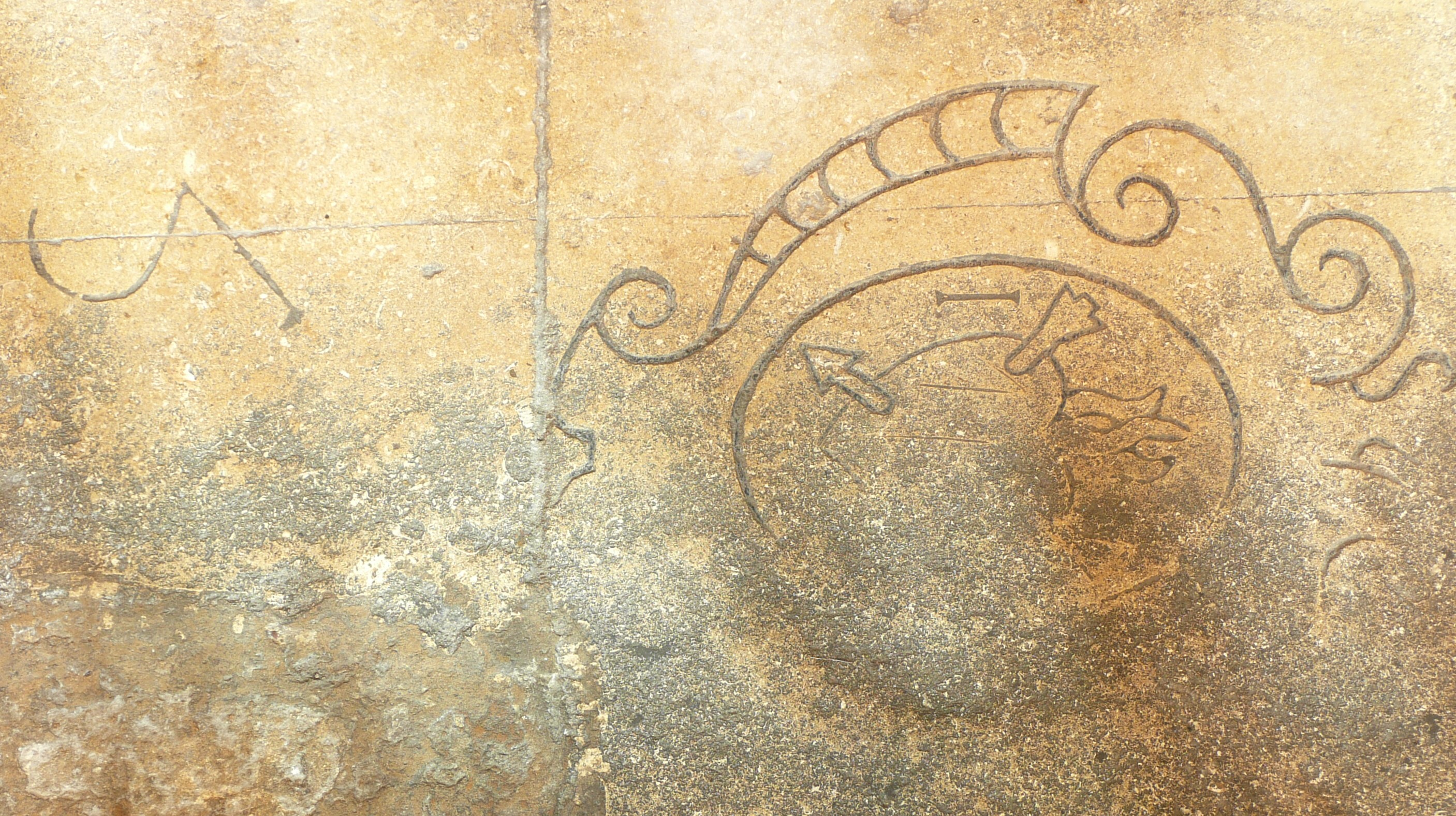
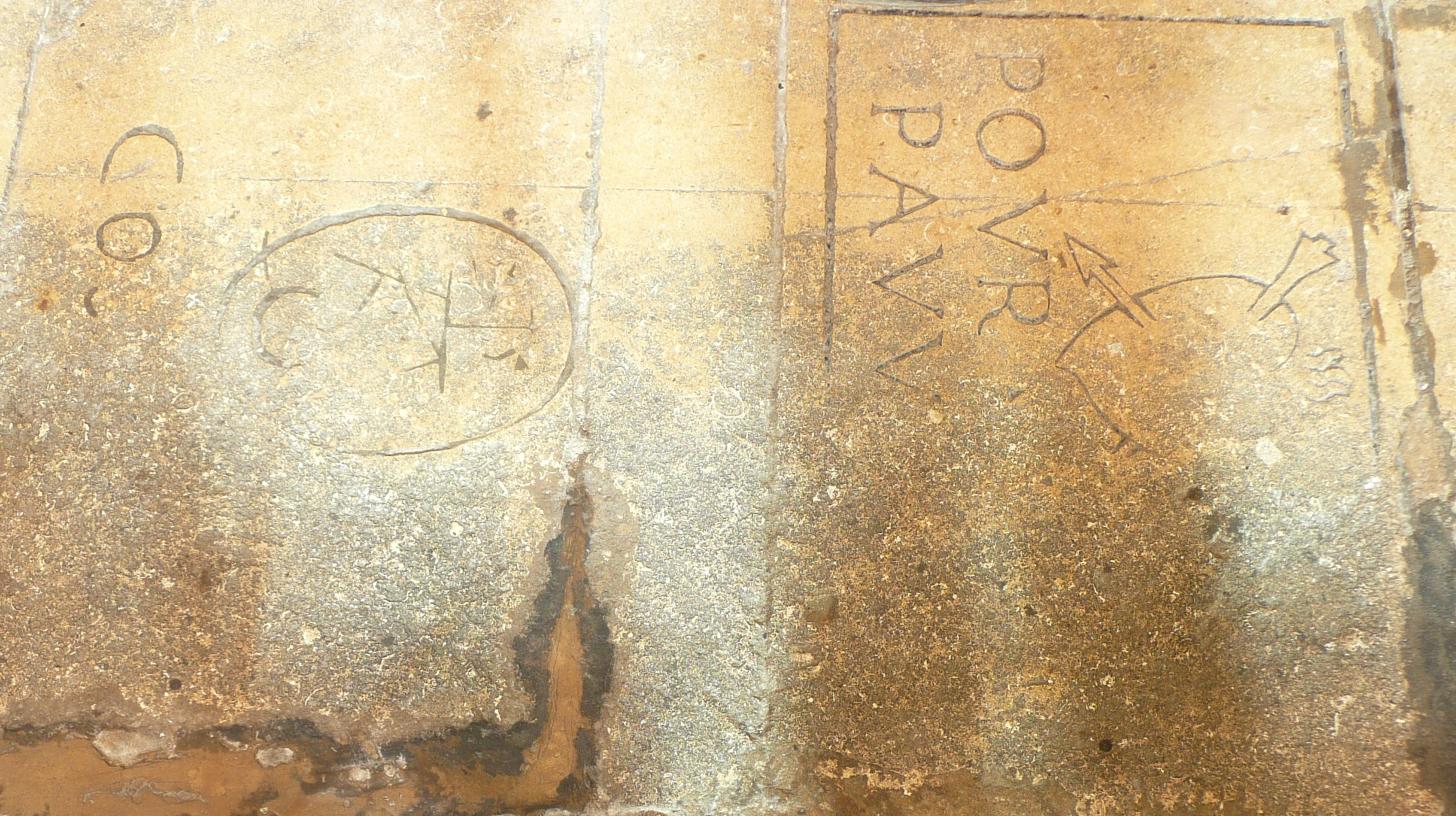
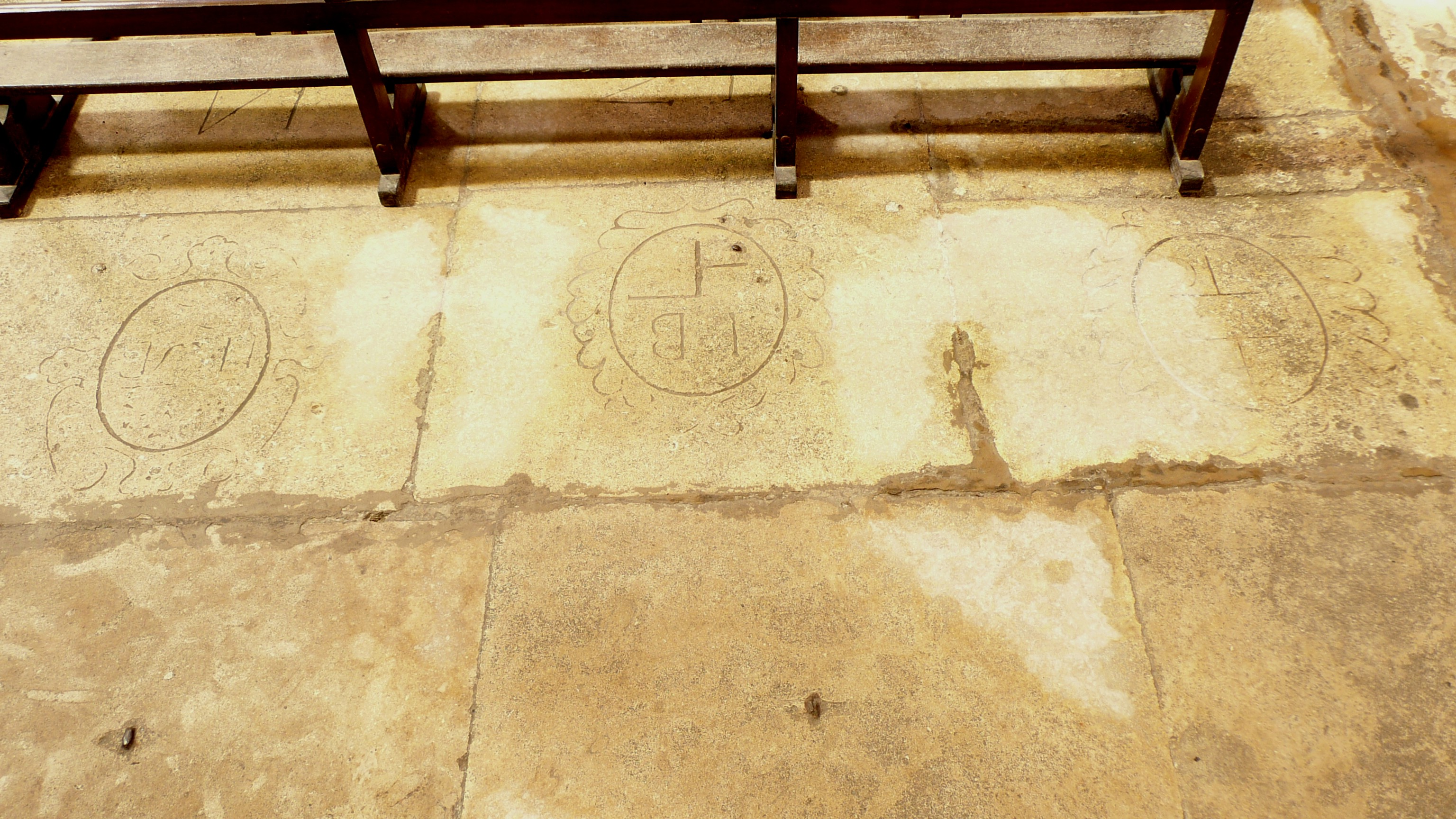
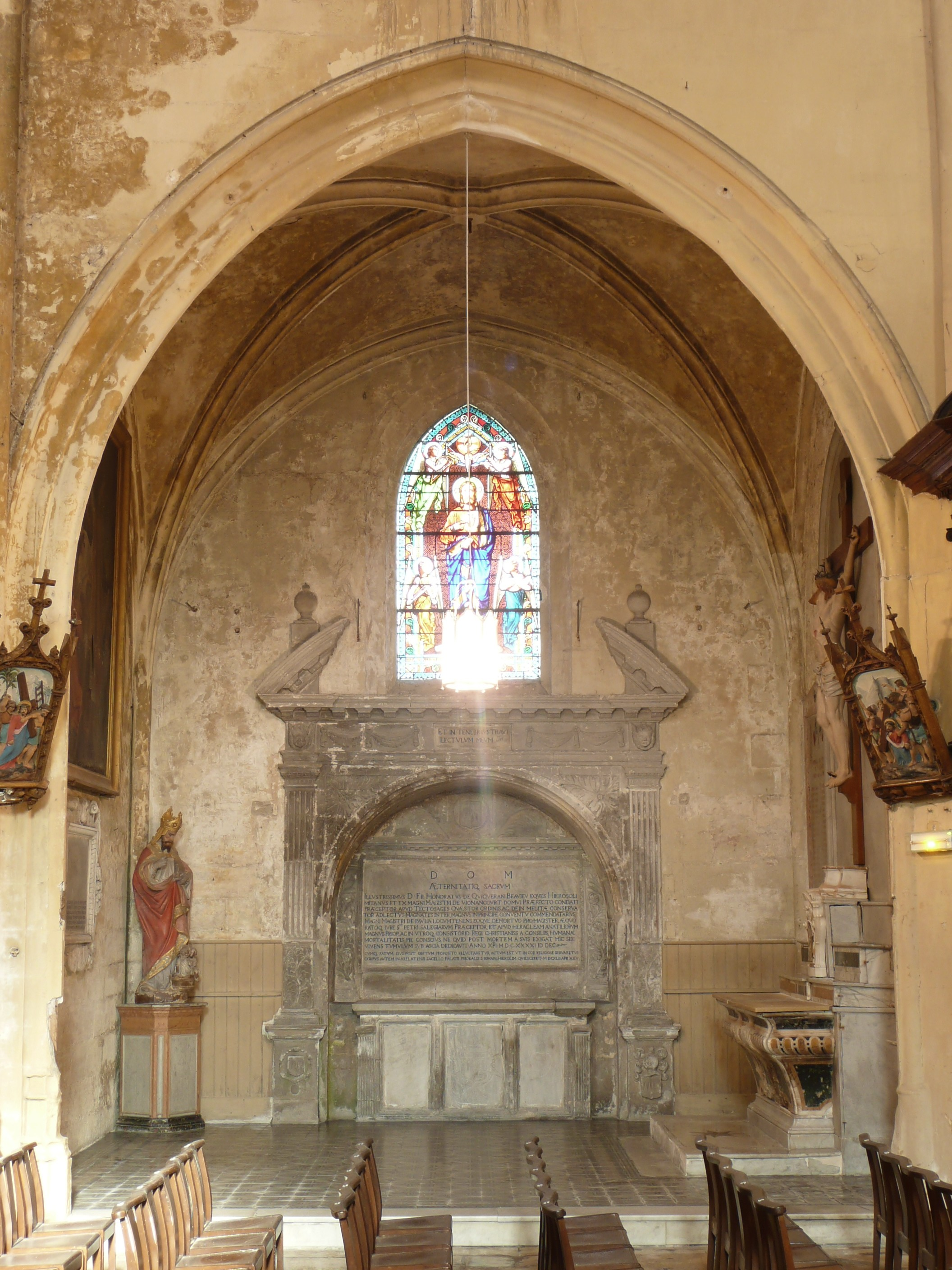
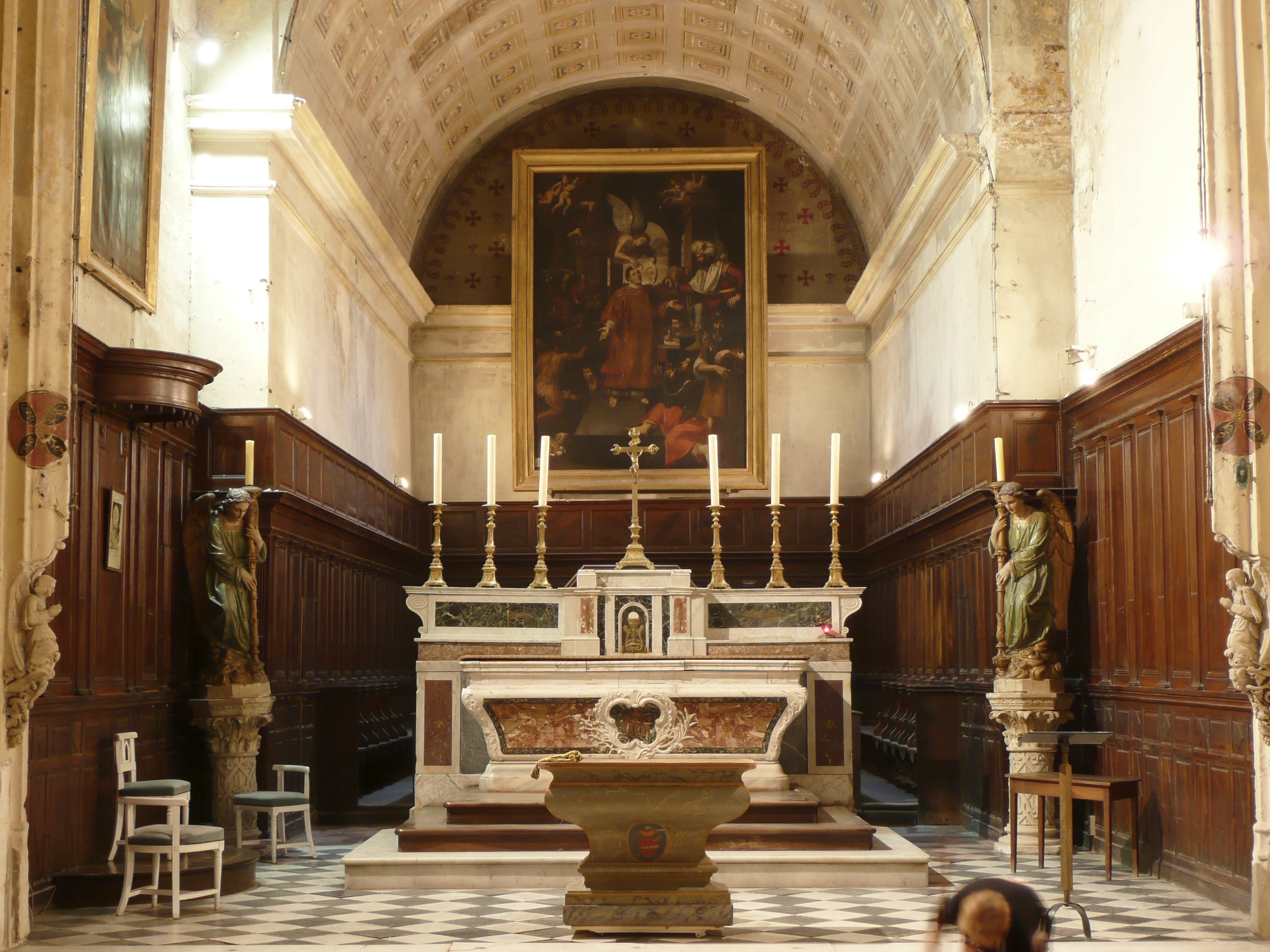
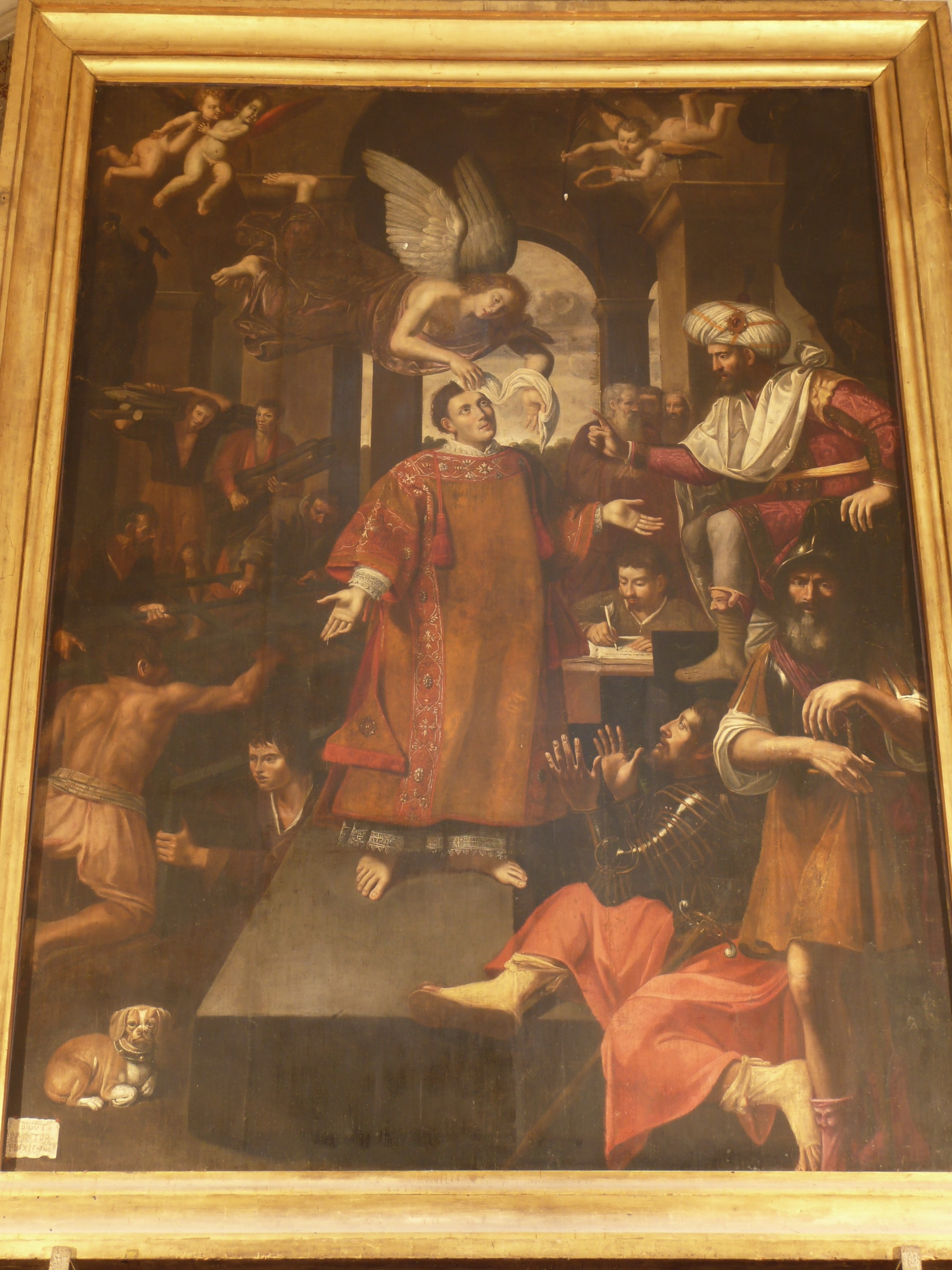
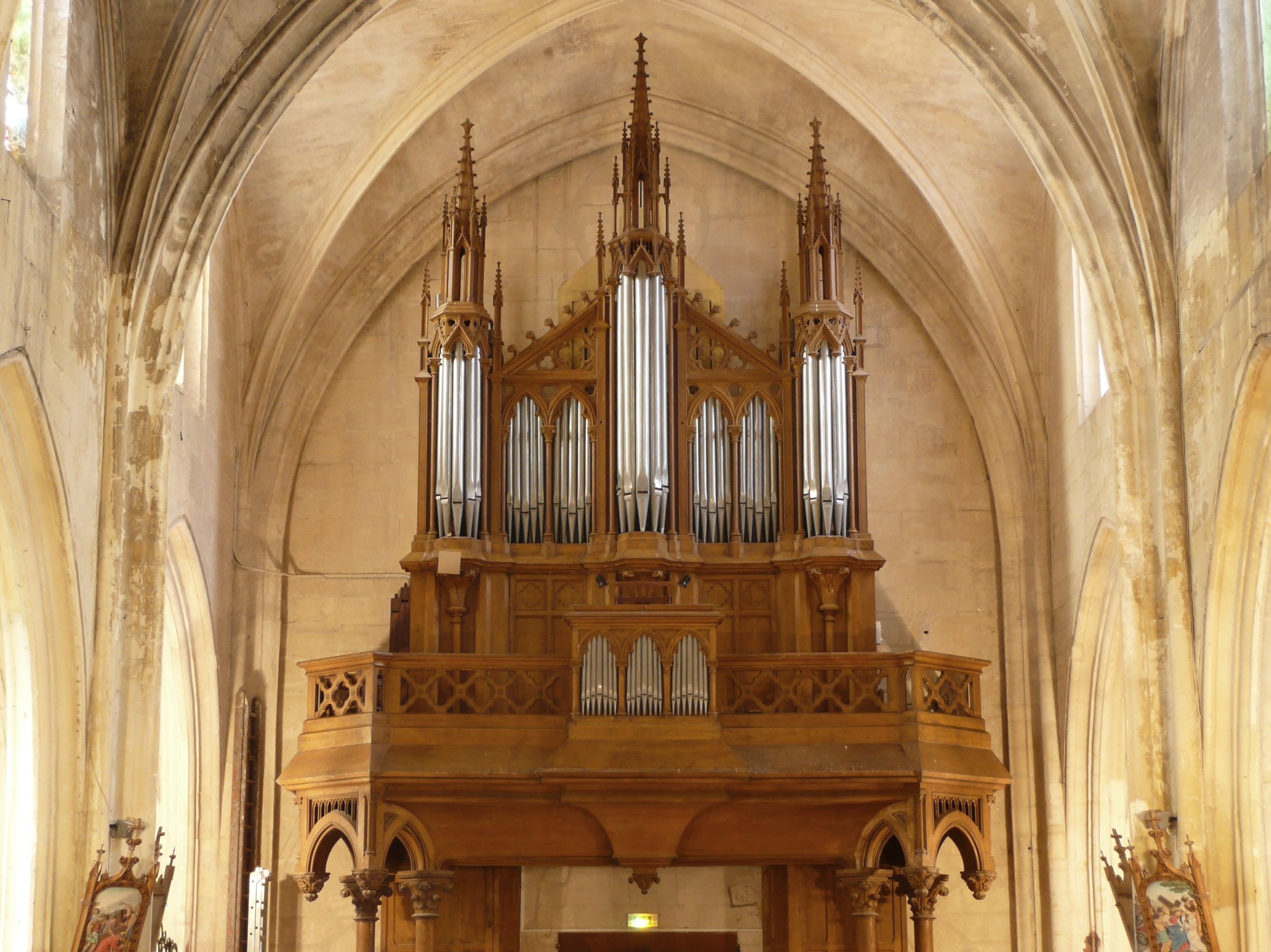